# Protopsephurus
|  | Dieser Artikel wurde aufgrund von formalen oder inhaltlichen Mängeln in der Qualitätssicherung Biologie im Abschnitt „Paläontologie“ zur Verbesserung eingetragen. Dies geschieht, um die Qualität der Biologie-Artikel auf ein akzeptables Niveau zu bringen. Bitte hilf mit, diesen Artikel zu verbessern! Artikel, die nicht signifikant verbessert werden, können gegebenenfalls gelöscht werden. Lies dazu auch die näheren Informationen in den Mindestanforderungen an Biologie-Artikel. Begründung: Artikel steht in Widerspruch zu den angeführten Quellen |

Protopsephurus ist eine prähistorische Gattung von Strahlenflossern, die eng verwandt ist mit lebenden Stören und Löffelstören. Die Fossilien wurden in China in Ablagerungen des Barremium oder Aptium aus dem Zeitabschnitt der Unterkreide gefunden. Die einzige bekannte Art ist Protopsephurus liui. Die beiden bekannten Exemplare wurden in der Yixian-Formation (义县组, Yìxiàn zǔ) in Liaoning im Nordosten der Volksrepublik China gefunden.

## Merkmale
Die Fossilien von 2 Individuen, die man bei Yixian gefunden hat, zeigen große Ähnlichkeit zu heutigen Störartigen. Im Gegensatz zu vielen anderen Arten, die man nur aus zerstreuten, aber zahlreichen Fragmenten kennt, wurden von Protopsephurus nur zwei, aber nahezu vollständige Skelette entdeckt.
Die Fossilien sind ca. 1 m lang. Da es sich um Jungtiere handelte, gehen Forscher davon aus, dass die Art sogar noch größer werden konnte als die heutigen Schwertstöre in China. Damit handelte es sich um die größten Süßwasserfische der Kreidezeit.
Das Rostrum ist schmal und schwertförmig. Die Haut ist glatt und unbeschuppt. Die Augen sind verkümmert. Der Schwanz ist heterozerk.

### Größe
Protopsephurus ist die größte bekannte Art der Polyodontidae. Lu konnte 1994 nachweisen, dass die ausgewachsenen Exemplare bis zu 7 m lang werden konnten.

## Paläobiologie
Protopsephurus war ein Nekto-Benthos-Karnivore, der seine Nahrung am Grunde von Flüssen und im Brackwasser von Ästuaren suchte, wobei er eine spezielle Kiemenreuse nutzte um Zooplankton und Phytoplankton aus dem Wasser zu filtern, und kleinere Fische zu fangen. Hauptnahrung waren wohl Ostrakoden (seed shrimp) und Fische der Gattung Lycoptera.

## Name
Der wissenschaftliche Name setzt sich zusammen aus lateinischen, griechischen Begriffen und einem latinisierten chinesischen Namen:
- Proto- von lat.  „erst-, erstlings-, vorab-, ursprünglich“
- psephurus von gr. „Sprüher“ (ψεφουρος) wohl aufgrund der Spritzlöcher; Eduard von Martens, der Erstbeschreiber der Gattung gab jedoch keine Erklärung zur Benennung.

Der Artzusatz „liui“ ehrt den chinesischen Paläontologen Liu Xianting für seine Beiträge zur Kenntnis der fossilen Vertreter der Störe.